# Woronin-lichaampje
Een Woronin-lichaampje (vernoemd naar de Russische botanicus Mikhail Stepanovich Woronin) is een microlichaam met een compacte kern en is vergelijkbaar met een peroxisoom. Het is omgeven met een membraan. De kern bestaat uit het hexagonale peroxisoom proteïne (Hex1p). Ze komen voor bij de tussenwanden van de schimmeldraden van ascomyceten. Bij schimmeldraadbreuk sluiten ze de opening in de tussenwand af, waardoor de celinhoud van de aanliggende compartimenten niet kan wegstromen.
Verder zijn ze betrokken bij de infectie van de waardplant. Ze zijn nodig voor een goede ontwikkeling en functionering van de apressoria en de groei van de schimmel in de waardplant.